# José María Yurrebaso
José María Yurrebaso Goyenetxe (Villarreal de Urrechua, Guipúzcoa, 11 de octubre de 1955) es un exciclista español, especializado en ciclo-cross. 
Pasó a profesional de ciclismo en ruta en el año 1978. Tras varias temporadas en este campo sin demasiado éxito, a partir de 1981 dejó la carretera y se especializó en la modalidad de ciclocrós, de la que era un especialista y en la que competiría hasta su retirada en 1992.
En carretera su único triunfo reseñable es la etapa que ganó en la Vuelta a España 1981. En ciclo-cross se proclamó en 3 ocasiones campeón de España, asimismo fue campeón en mountain bike en 1990.

## Palmarés
| 1979 - Campeonato de España de Ciclocrós 1981 - 1 etapa de la Vuelta a España 1982 - 2.º en el Campeonato de España de Ciclocrós 1983 - 3.º en el Campeonato de España de Ciclocrós - Ciclocross de Igorre 1984 - 2.º en el Campeonato de España de Ciclocrós | 1985 - 2.º en el Campeonato de España de Ciclocrós 1986 - 2.º en el Campeonato de España de Ciclocrós 1989 - Campeonato de España de Ciclocrós 1990 - Campeonato de España de Ciclocrós - Campeonato de España de Ciclismo de Montaña |

## Resultados en Grandes Vueltas y Campeonato del Mundo
Durante su carrera deportiva ha conseguido los siguientes puestos en las Grandes Vueltas y en los Campeonatos del Mundo en carretera y ciclocrós:
| Carrera              | 1979 | 1980 | 1981 | 1982 | 1983 | 1984 | 1985 | 1986 | 1987 | 1988 | 1989 | 1990 | 1991 | 1992 |
| -------------------- | ---- | ---- | ---- | ---- | ---- | ---- | ---- | ---- | ---- | ---- | ---- | ---- | ---- | ---- |
| Giro de Italia       | -    | -    | -    | -    | -    | -    | -    | -    | -    | -    | -    | -    | -    | -    |
| Tour de Francia      | -    | -    | -    | -    | -    | -    | -    | -    | -    | -    | -    | -    | -    | -    |
| Vuelta a España      | -    | Ab.  | Ab.  | -    | -    | -    | -    | -    | -    | -    | -    | -    | -    | -    |
| Mundial en Ruta      | -    | -    | -    | -    | -    | -    | -    | -    | -    | -    | -    | -    | -    | -    |
| Mundial de Ciclocrós | 12.º | 17.º | 25.º | 14.º | -    | -    | -    | -    | -    | -    | -    | -    | -    | -    |

-: no participa

Ab.: abandono

## Equipos
- Novostil-Helios (1979)
- Henninger-Aquila Rossa (1980)
- Manzaneque-Hueso (1981)
- Baque-Zeus (1982)
- Orbea (1983)
- Teka (1984-1985)
- Seat-Orbea (1986)
- Caja Rural-Orbea (1987)
- Caldeyff (1988-1989)
- Lotus-Festina (1990-1992)